# Śpiewnik głogowski
Śpiewnik głogowski (niem. Glogauer Liederbuch lub Berliner Liederbuch) – średniowieczny manuskrypt, zawierający zbiór wielogłosowych utworów muzycznych o tematyce świeckiej i religijnej, a także kompozycje instrumentalne. Obecnie znajduje się w zbiorach Biblioteki Jagiellońskiej w Krakowie.

## Opis
Zbiór powstał pod koniec XV wieku na Śląsku, przypuszczalnie w latach 1470–1480. Składa się z trzech tomów spisanych na papierze: Discantus, Tenor, Contratenor. Zawarte są w nich 294 kompozycje, głównie 3-głosowe, w tym 120 motetów, 19 hymnów, 20 części mszalnych, 63 pieśni oraz 59 utworów instrumentalnych (w tym tańce opatrzone niemieckimi tytułami). Utwory zapisane są w językach łacińskim, niemieckim i francuskim. Wśród zamieszczonych utworów znajdują się dzieła takich twórców jak Antoine Busnois, Guillaume Dufay, Johannes Ockeghem, Johannes Tinctoris, Piotr z Grudziądza.
W śpiewniku znajdują się popularne niemieckie pieśni narodowe Es liegt ein Schloß in Österreich i Elslein, liebstes Elselein oraz trzygłosowy motet poświęcony św. Jadwidze Śląskiej O deus Trebnicae.

## Proweniencja
W 1550 roku manuskrypt poświadczony jest w zbiorach biblioteki kolegiackiej w Głogowie. W 1871 roku trafił do zbiorów Königliche Bibliothek w Berlinie, gdzie przebywał do 1941 roku, kiedy to został wraz z innymi zbiorami muzealnymi ewakuowany na Śląsk. Po II wojnie światowej uważany za zaginiony, został odnaleziony w 1977 roku w Bibliotece Jagiellońskiej.